# Xuân Thành, Xuân Trường
Xuân Thành là một xã của huyện Xuân Trường tỉnh Nam Định, Việt Nam.

## Vị trí địa lý
Xã Xuân Thành nằm ở phía Đông Bắc huyện Xuân Trường, có diện tích 5,1 km².
- Phía Bắc giáp xã Xuân Châu và Sông Hồng bên kia sông là xã Vũ Vân huyện Vũ Thư tỉnh Thái Bình.
- Phía Đông giáp xã Xuân Tân.
- Phía Nam giáp xã Xuân Phong xã Xuân Đài.
- Phía Tây giáp xã Xuân Thượng.

Xã Xuân Thành là đầu mối giao thông quan trọng của huyện Xuân Trường với tỉnh Thái Bình, có đường Tỉnh lộ 488 và 489C chạy dọc địa bàn của xã, ngoài ra còn tiếp giáp với sông Hồng nên đất đất phì nhiêu, màu mỡ, trên địa bàn xã còn có hệ thống sông ngòi, mương máng thuận tiện cho giao thông vận tải và tưới tiêu phục vụ sản xuất nông nghiệp và giao thương kinh tế.  

## Tài nguyên

### Tài nguyên đất
Đất đai Xuân Thành có nguồn gốc từ đất phù sa của lưu vực sông Hồng, nhóm đất có diện tích lớn nhất là đất phù sa trẻ

### Tài nguyên nước
Xuân Thành có vị trí thuận lợi về giao thông thủy, nằm sát con sông Hồng dài hơn 4 km. Xã có nguồn nước mặt khá dồi dào, hệ thống kênh cấp 1 tương đối hoàn chỉnh (sông 50, sông Cát Xuyên và sông Láng) là điều kiện và lợi thế lớn để phục vụ cho sản xuất nông nghiệp. Bên cạnh đó xã còn có nguồn nước ngầm phong phú, chất lượng tốt.

## Hành chính
Xã Xuân Thành hiện tại có 6 xóm sau khi sáp nhập theo Nghị quyết 63/NQ-HĐND ngày 21/12/2021 của Hội đồng nhân dân tỉnh Nam Định.
- Xóm 1 (sáp nhập xóm 1 với xóm 2 cũ).
- Xóm 2 (sáp nhập xóm 3 với xóm 4 cũ).
- Xóm 3 (sáp nhập xóm 5 với xóm 7 cũ).
- Xóm 4 (sáp nhập xóm 8 với xóm 9, xóm 10 cũ).
- Xóm 5 (sáp nhập xóm 11 với xóm 12 cũ).
- Xóm 6.

## Kinh tế

### Nông nghiệp
- Về trồng trọt: Tổng diện tích gieo trồng trên địa bàn xã là 279,06 ha, trong đó diện tích gieo cấy lúa là 260 ha, năng suất lúa cả năm đạt trên 125 tạ/ha, tổng sản lượng lương thực cây có hạt ước đạt trên 3250,3 tấn.
- Về chăn nuôi: Chăn nuôi chủ yếu mang tính chất nhỏ lẻ ở các hộ gia đình, chủ yếu mang tính chất tự cung tự cấp. Sản lượng thịt hơi xuất chuồng ước đạt 300 tấn.
- Tổng diện tích nuôi trồng thuỷ sản trên địa bàn xã là 19ha, chủ yếu phân bố trong các ao hồ trong khu dân cư và ven sông Hồng.

### Công nghiệp – Tiểu thủ công nghiệp và Xây dựng
Sản xuất công nghiệp - tiểu thủ công nghiệp của xã tiếp tục được duy trì, tập trung vào các ngành nghề hiện nay tại các hộ gia đình, cơ sở sản xuất và các doanh nghiệp đang hoạt động sản xuất CN-TTCN trên địa bàn xã như may, cơ khí, đồ gỗ,...

### Các ngành dịch vụ
- Trên địa bàn xã thương mại dịch vụ chủ yếu phát triển theo hình thức kinh doanh dịch vụ bán lẻ theo mô hình cá thể, hộ sản xuất, tập trung chủ yếu tại khu vực chợ Cát Xuyên và dọc theo các trục giao thông chính (trục Tỉnh lộ 488 và các đường trục xã). Các sản phẩm hàng hoá kinh doanh chủ yếu đáp ứng nhu cầu tiêu dùng tại địa phương.
- Những năm gần đây Xuân Thành đã đáp ứng ngày một tốt hơn nhu cầu thông tin, liên lạc và các dịch vụ khác. Hệ thống dịch vụ thông tin liên lạc, bưu chính viễn thông thông suốt đáp ứng nhu cầu xã hội, dân sinh.
- Hiện nay, kinh tế phụ thuộc lớn vào nguồn thu từ lao động ở ngoại tỉnh.

## Lịch sử - tên gọi
- Năm 1934: Là phần đất bao gồm các xã Hạ Miêu, Liêu Đông, Liêu Thượng, Phong Miêu (thuộc tổng Cát Xuyên, phủ Xuân Trường, tỉnh Nam Định).
- Năm 1945: xã Tân An (sáp nhập từ các xã Hạ Miêu, Liêu Đông, Liêu Thượng, Phong Miêu thuộc phủ Xuân Trường, tỉnh Nam Định).
- Năm 1952: xã Xuân Thành (huyện Xuân Trường, tỉnh Nam Định).
- Năm 1967: xã Xuân Thành (huyện Xuân Thủy, tỉnh Nam Hà).
- Năm 1975: xã Xuân Thành (huyện Xuân Thủy, tỉnh Hà Nam Ninh).
- Năm 1991: xã Xuân Thành (huyện Xuân Thủy, tỉnh Nam Hà).
- Năm 1996: xã Xuân Thành (huyện Xuân Thủy, tỉnh Nam Định).
- Năm 1997 tới nay: xã Xuân Thành (huyện Xuân Trường, tỉnh Nam Định).

## Văn hóa - Giáo dục - Tôn giáo

### Văn hóa
Đời sống văn hóa, tinh thần của người dân trong xã ngày một được nâng cao, các xóm đều có các câu lạc bộ văn hóa văn nghệ, thể dục thể thao được hoạt động thường xuyên và thu hút nhiều người dân tham gia. Nhà văn hóa xã xóm đều được xây dựng, cải tạo, lắp đặt các dụng cụ thể dục thể thao đảm bảo sinh hoạt văn hóa văn nghệ trong dân. Xã có 01 sân vận động trung tâm xã với diện tích 11.000 m2, hàng năm tổ chức các sự kiện thể dục thể thao của địa phương. Người dân trong xã luôn chấp hành tốt nếp sống văn hóa mới trong việc cưới, tang, lễ hội, không còn thủ tục lạc hậu

### Giáo dục
- Giáo dục mầm non: Trường mầm non nằm tại xóm 3, diện tích 0,20 ha. Ngoài ra còn có trường mầm non cũ nằm tại xóm 4, diện tích 0,20 ha.
- Giáo dục tiểu học: Trường Tiểu học nằm ở xóm 3, diện tích 0,47 ha.
- Giáo dục THCS: Trường THCS ở xóm 6, diện tích 0,72 ha.
Hiện tại cơ sở vật chất của các trường tương đối đầy đủ, hàng năm các trường đều được đầu tư hoàn thiện để phục vụ cho công tác giảng dạy, chất lượng giáo dục đảm bảo. Các nhà trường đều đạt chuẩn Quốc gia và đạt chuẩn xanh – sạch - đẹp - an toàn.  

### Tôn giáo
Xã Xuân Thành có các công trình tôn giáo, tín ngưỡng như sau:
1. Chùa Văn Phú (xóm 1).
2. Đền Văn Phú (xóm 1).
3. Chùa Đông An (xóm 2).
4. Chùa Liêu Thượng (xóm 2).
5. Chùa Hạ Miêu (xóm 3).
6. Đình Hạ Miêu (xóm 3).
7. Nhà thờ giáo họ Phong Miêu (xóm 5).
8. Chùa Cát Xuyên (xóm 6).
9. Đền Cát Xuyên (xóm 6).
10. Nhà thờ giáo xứ Cát Xuyên (xóm 6).

## Y tế
Xã có 1 trạm y tế được đầu tư khá đồng bộ về cơ sở hạ tầng, cơ sở vật chất. Trạm y tế xã có diện tích khuôn viên là 0,15 ha nằm tại xóm 3 (trên trục đường xã). Các hoạt động y tế hàng năm được triển khai tích cực đồng bộ, làm tốt công tác chăm sóc sức khoẻ cho nhân dân, phòng, chống dịch bệnh và khám chữa bệnh cho các đối tượng bảo hiểm y tế, triển khai công tác tiêm chủng mở rộng. Thực hiện tốt vệ sinh môi trường, vệ sinh an toàn thực phẩm. Tỷ lệ tham gia bảo hiểm y tế của nhân dân trong xã đạt trên 95%.

## Di tích lịch sử
- Chùa Liêu Thượng (Chùa thôn 1, Chùa Một, Chùa Hồng Ân): ngày 3-3-1933 thành lập chi bộ Đông An (tiền thân của Đảng bộ xã Xuân Thành ngày nay) tại đây.[3]

## Danh nhân
1. Đinh Thị Vân (1916 - 1995): Bà là một điệp viên nổi tiếng trong Chiến tranh Việt Nam, được Nhà nước Việt Nam phong tặng danh hiệu Anh hùng Lực lượng vũ trang nhân dân.[4]
2. PGS.TS. Bác sĩ Trần Ngọc Lương: Anh hùng lao động thời kỳ đổi mới (29/12/2020).[5]
3. PGS.TS Tống Trung Tín: Chủ tịch Hội Khảo cổ học Việt Nam.[6]

## Đặc sản địa phương
- Gạo nếp cái hoa vàng.
- Gạo hom.
- Rươi.